# Buba Corelli
Amar Hodžić (Sarajevo, 22. rujna 1989.), poznat kao Buba Corelli, bosanskohercegovački je reper, pjevač i producent. Poznat je i pod pseudonimom Amar Lee Jenkins.

## Životopis
Poznat je po svom stilu i brzini rapa. Pisao je i pjevao rap pjesme od mlade dobi. Još kao tinejdžer Corelli je volio hip-hop i bio član sarajevske podzemne hip-hop grupe G Recordz. Objavio je pjesmu Oh No još 2011. Pjesma je postala viralna.
Ubrzo je upoznao Jasmina Fazlića, odnosno Jalu Brata. Njih dvoje počeli su surađivati i snimili album Sin City u ožujku 2013. Uslijedio je i popularni album Pakt s Đavolom objavljen u prosincu 2014. koji sadržava hitove poput Bez tebe, 22 i Borba. Surađivao je i s popularnim srpskim reperom Rastom objavivši pjesmu Habibi krajem 2015. Godine 2016. na YouTubeu je objavio sve pjesme s albuma Kruna (s Jala Bratom) koji uključuje hitove Sporije, Restart, Dokaz, Klinka i druge te singl Comfort koji lansira u prodaju iste godine. Pokretač ili predmet rasprave nekih bizarnih tema.

## Diskografija

### Albumi
- Sin City, 2013.
- Pakt sa Đavolom, 2014.
- Stari radio, 2016.
- Kruna, 2016.[8]
- Alfa & Omega, 2018.
- GoodFellas, 2023.
- Goat Season (Part One) (u suradnji s Jala Bratom), 2024.
- Goat Season (Part Two) (u suradnji s Jala Bratom), 2024.
- Goat Season (Final Chapter) (u suradnji s Jala Bratom), 2024.
- Roze suze, 2025.

### Pjesme
- Habibi (s Rastom), 2015.
- To me radi (s Mayom Berović i Jala Bratom), 2016.
- Comfort, 2016.
- Opasno, 2017.
- Usta na usta, 2017.
- Balenciaga 2018.
- Ona'e (s Jala Bratom i Cobyjem), 2018.
- Benga po snijegu (s Jala Bratom i Rastom), 2018.
- Mila (s Jala Bratom), 2019.
- Bebi (s Jala Bratom), 2019.
- Kamikaza (s Jala Bratom i Senidah), 2019.
- Zove vienna (s Jala Bratom i Raf Camora), 2019.
- O.D.D.D (s Jala Bratom i Coby), 2019.
- Gluh i nijem, 2021.
- Irina Shayk, 2021.
- Divljam (s Jala Bratom i Coby), 2021.